# Continental Mark IV

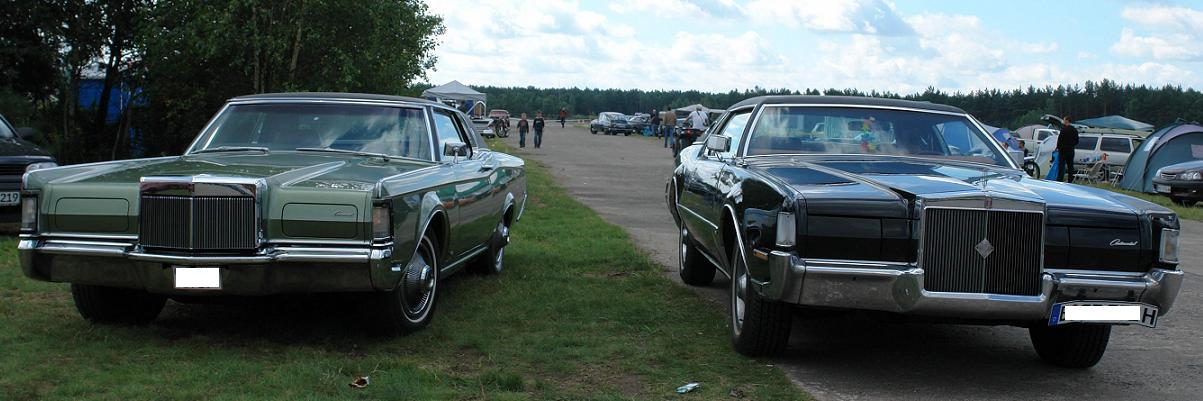
Zum Vergleich: ein Continental Mark III (links) und ein Mark IV (mit Drop-Bumper)

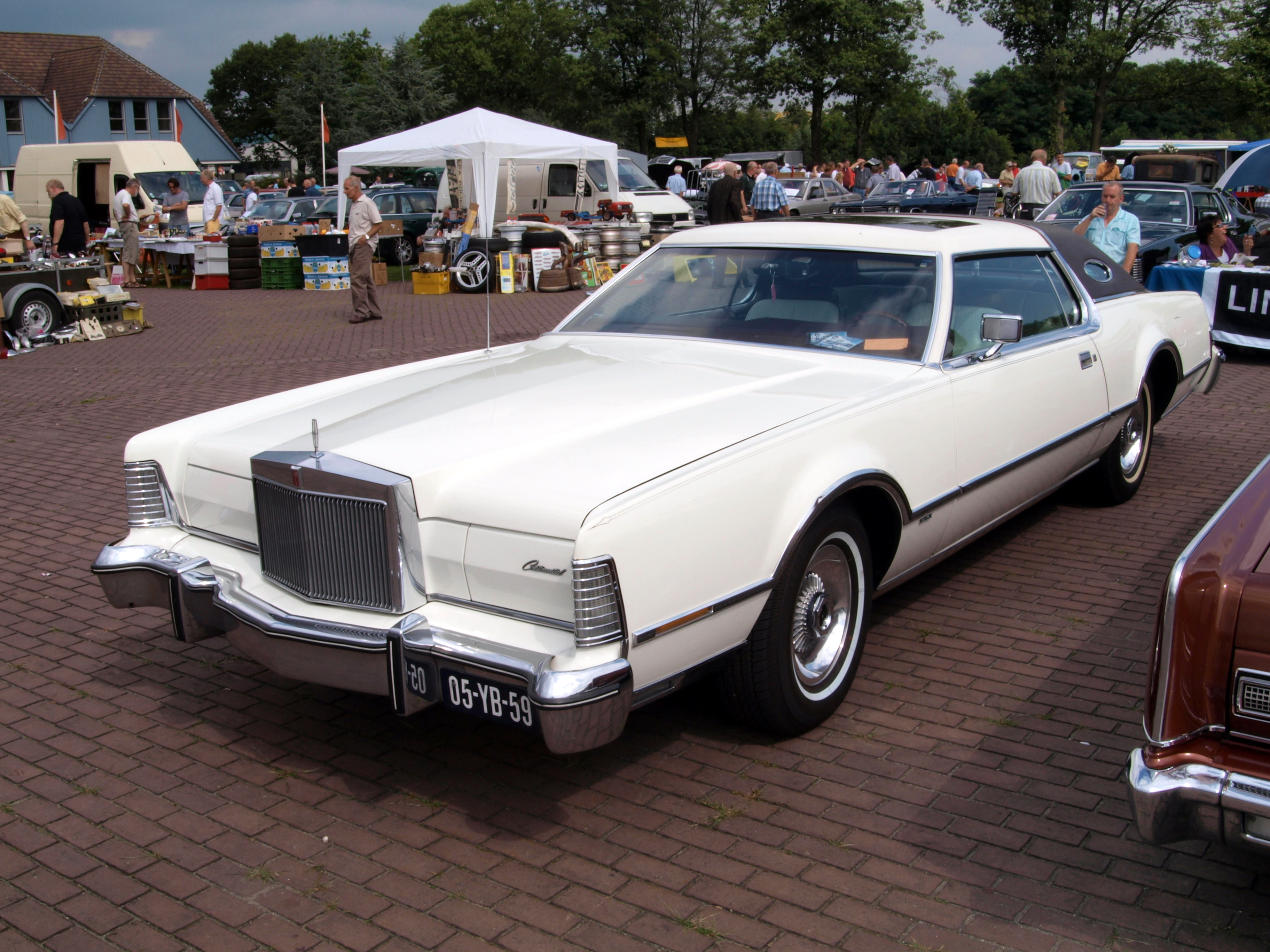
Mit klassischem Kühlergrill: Continental Mark IV

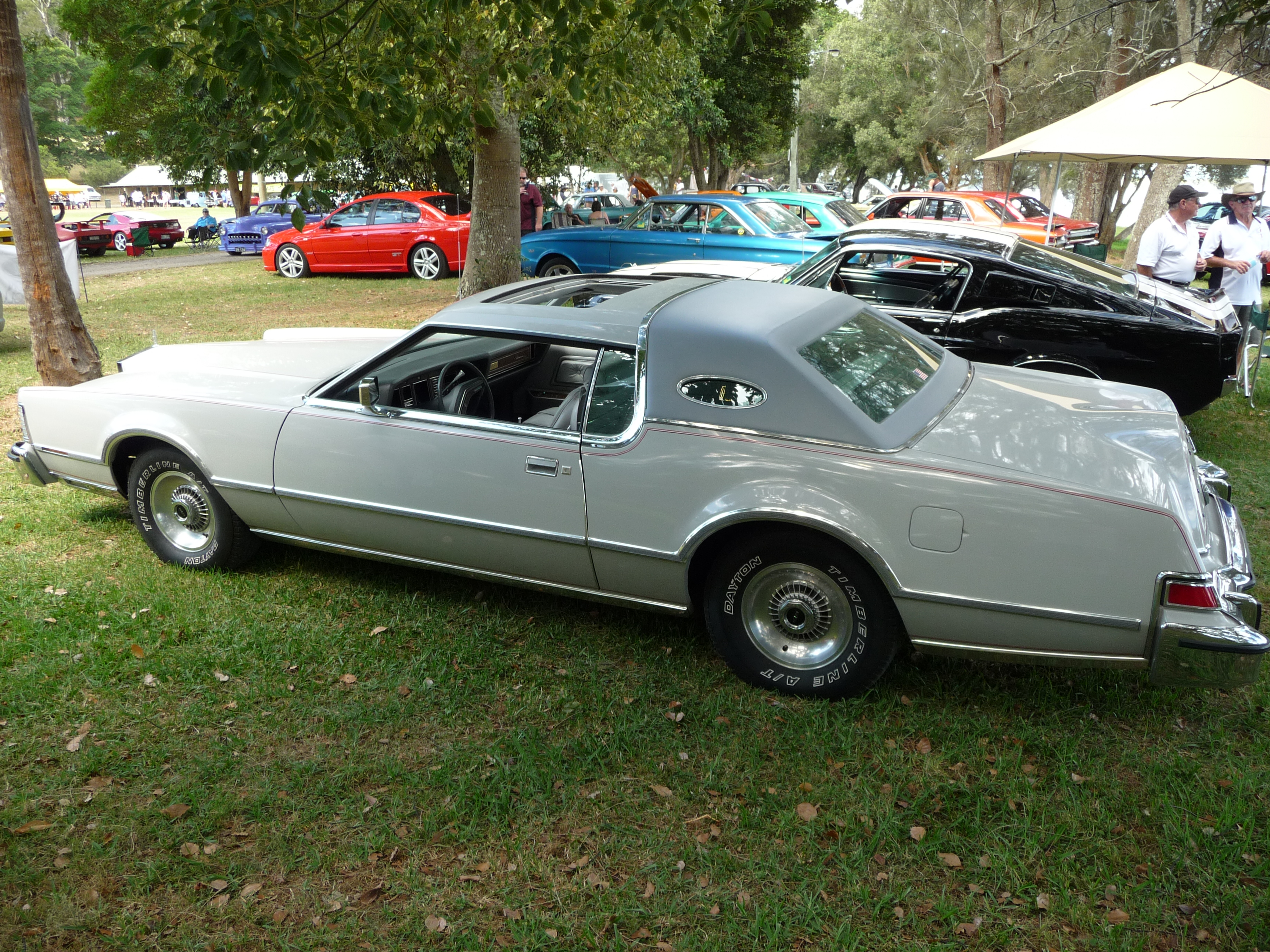
Long Hood Short Deck: Continental Mark IV mit langer Haube und kürzerem Kofferraum

Der Continental Mark IV war ein Oberklassefahrzeug des amerikanischen Automobilherstellers Ford Motor Company, das von 1972 bis 1976 produziert wurde. Er war die zweite Generation einer 1968 mit dem Continental Mark III begründeten Baureihe von Luxusmodellen, die als Continental Mark Series bezeichnet wird und die oberhalb von Lincolns Standardmodellen positioniert war.

## Nomenklatur
Hersteller des Continental Mark IV war die Lincoln-Mercury Division der Ford Motor Company. Wie beim Vorgänger Mark III, wurde auch der Mark IV offiziell als Continental Mark IV vermarktet. Damit knüpfte Ford bei diesem Modell an die Tradition der Continental Division an, die von 1956 bis 1960 eine eigenständige Konzerntochter war und hochwertige Luxusfahrzeuge herstellte, darunter einen in diversen Karosserieformen angebotenen Continental Mark IV (1959). Die Bezugnahme auf die Continental Division erfolgte aus Marketinggründen, um so die Exklusivität des Mark IV zu dokumentieren.
Anlass zu Missverständnissen besteht insoweit, als Lincoln den Begriff Continental (ohne den Zusatz „Mark“) seit 1961 zusätzlich auch als reine Modellbezeichnung für einige seiner Modelle verwendete. Diese Fahrzeuge, die unterhalb der Continental-Mark-Reihe positioniert waren, erhielten die Markenbezeichnung Lincoln und hießen Lincoln Continental. Sie hatten technisch (außer im Fall des späteren Mark VI) mit den Continental-Mark-Modellen nichts zu tun.

## Modellgeschichte
Der Continental Mark IV war technisch eng mit dem Ford Thunderbird des Jahrgangs 1972 verwandt. Beide Fahrzeuge nutzten den gleichen Leiterrahmen und das gleiche Fahrwerk. Äußerlich unterschieden sich der Thunderbird und der Mark IV allerdings deutlich.
Der Mark IV übernahm die wesentlichen Designmerkmale des Mark III: Die Karosseriestruktur des Mark IV folgte wiederum dem „Long Nose Short Deck“-Muster. Die Motorhaube des Mark IV war noch länger als die des Mark III, und die Heckpartie fiel nochmals kürzer aus. Die imitierte Reserveradabdeckung im Kofferraumdeckel blieb ebenso erhalten wie der nach Rolls-Royce-Vorbild gestaltete Kühlergrill; letzterer wurde jedoch schmaler. Im ersten Modelljahr des Mark IV waren die vorderen Stoßstangen partiell abgesenkt, um einen höheren Kühlergrill zu ermöglichen. Mit dem Modelljahr 1973 wurden breite, schwere Sicherheitsstoßstangen eingeführt, die waagerecht verliefen und keine Vertiefung mehr zuließen. Der Kühlergrill wurde daraufhin deutlich niedriger. Mit dem Mark IV führte Lincoln das sog. „Opera Window“ ein, ein ovales Fenster in der C-Säule. Das Opera Window war im ersten Modelljahr ein aufpreispflichtiges Extra. Die Käufer schätzten dieses Detail sehr, sodass es ab 1973 zur Standardausstattung gehörte. Das Opera Window blieb bis zum Continental Mark VI ein besonderes Erkennungsmerkmal der Mark-Series; erst die späteren, betont aerodynamisch gestalteten Modelle Mark VII und Mark VIII verzichteten auf dieses Detail.
Die Antriebstechnik blieb unverändert. Lincoln verwendete weiterhin den 7,5 Liter großen Achtzylindermotor, dessen Leistung sich durch die Umstellung auf ein geändertes, nunmehr Nettowerte berücksichtigendes Messsystem nominell reduzierte. 1972 betrug die Leistung 212 SAE-PS, 1973 waren es 208 PS, 1974 220 PS, 1975 nur noch 194 PS und 1976 dann 202 PS. Die Schwankungen ergaben sich im Hinblick auf sich ändernde Abgasbestimmungen, auf die Lincoln mit Anpassungen der Motorleistung reagierte. Die Leistungsreduzierungen wurden durch einen relativ kleinen Vergaser und eine entsprechend klein dimensionierte Ansaugbrücke erreicht. Bei zurückhaltender Fahrweise war danach in der Theorie ein Durchschnittsverbrauch von etwa 18 Litern auf 100 Kilometer im Drittelmix möglich; deutsche Messungen ergaben allerdings einen Durchschnittsverbrauch von 24 bis 26 Litern auf 100 Kilometer. Allerdings konnte die Leistungsreduzierung ohne großen Aufwand umgangen werden. Durch vergleichsweise kleine Eingriffe konnten die Motoren eine Leistung von über 450 DIN-PS in einem breiten Drehzahlbereich entfalten.
Insgesamt war der Continental Mark IV ein sehr großes und schweres Auto. Wie schon sein Vorgänger, war er schwerer als Lincolns Standardmodelle. Obwohl der Mark IV in den Außenabmessungen deutlich gewachsen war, bot er weniger Passagier- und Kofferraum als der Mark III. Dies war auf die Verkürzung der Fahrgastzelle zurückzuführen. Durch den hohen Leiterrahmen reduzierte sich außerdem die Kopffreiheit. Die Passagiere mussten daher eine stark geneigte Haltung im Auto einnehmen. Der Kofferraum wurde von dem liegend untergebrachten Reserverad beherrscht, was amerikanische Berichterstatter zu der Einschätzung verleitete, er sei „nur eingeschränkt nutzbar“.
Der amerikanische Automobilhersteller Clénet Coachworks baute zwischen 1977 und 1979 auf dem Fahrwerk des Continental Mark IV den Clénet Series I, einen Roadster im Retrostil, der die Fahrgastzelle des MG Midget nutzte.

## Designer Series

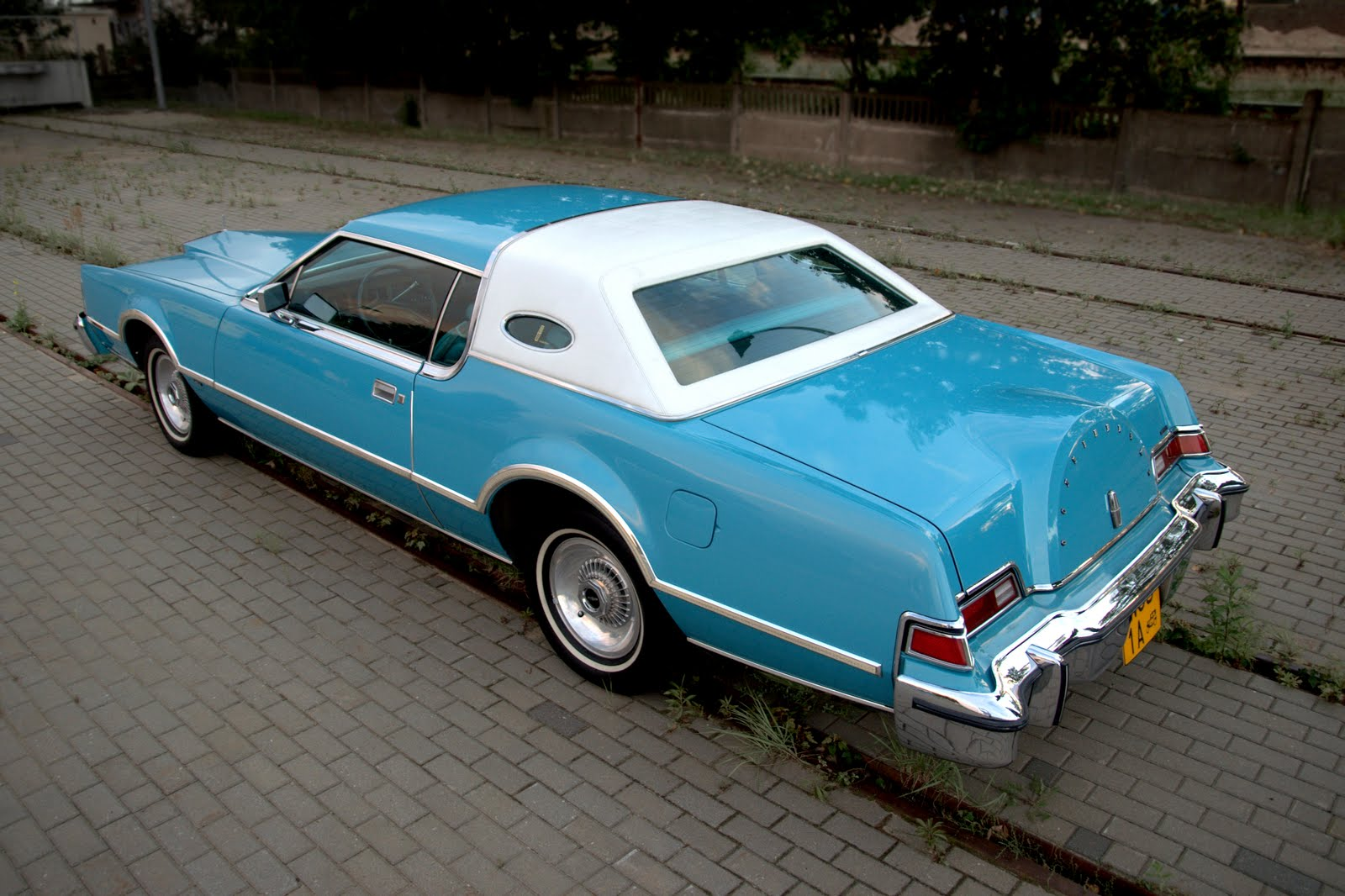
Lincoln Continental Mark IV Givenchy designer series (1976)

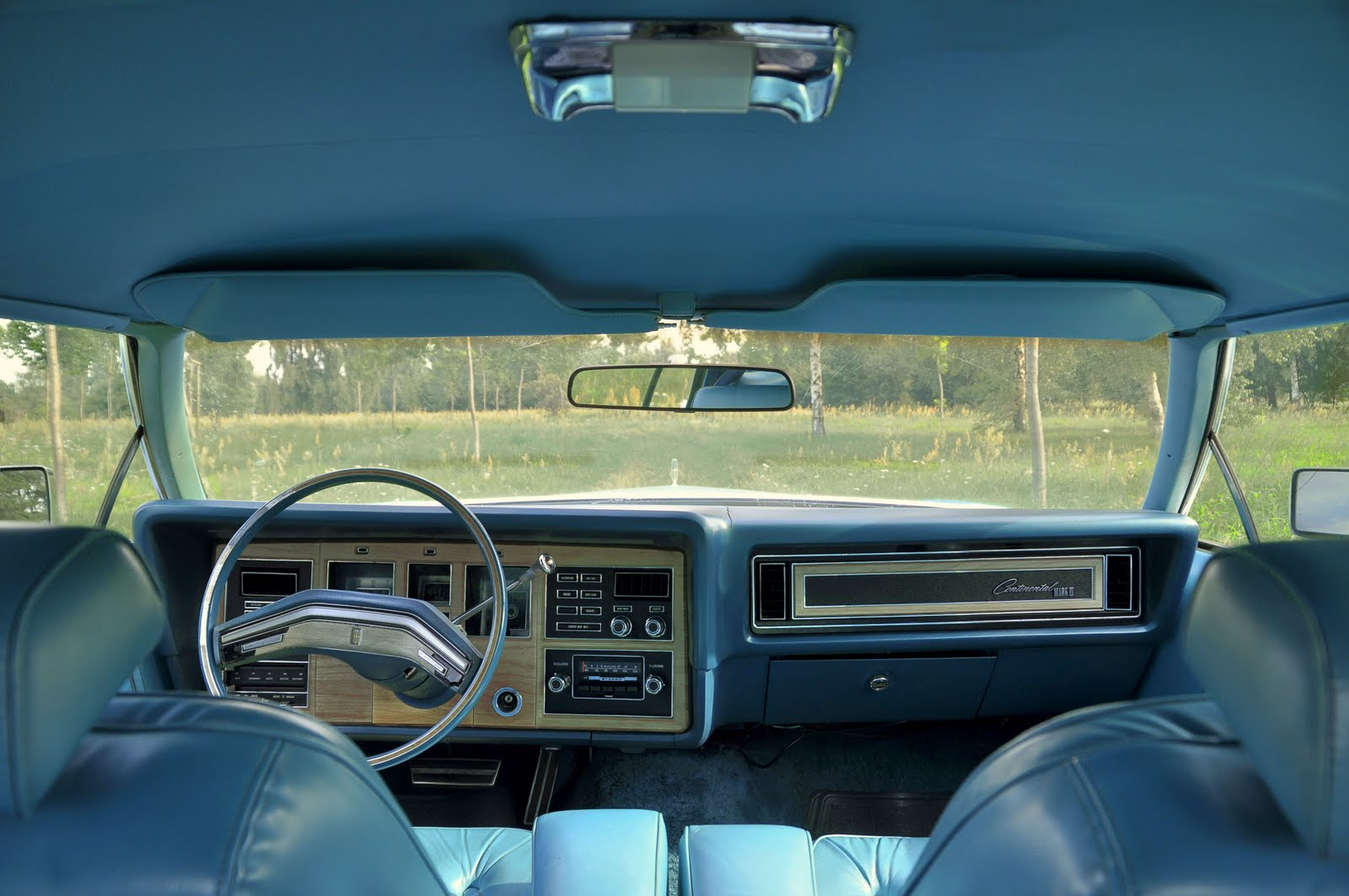
Interieur des Mark IV Givenchy

Zum Modelljahr 1976 führte Lincoln besondere Ausstattungsvarianten ein, die mit den Namen bestimmter Modedesigner verbunden waren. Die Idee einer besonderen Designer-Variante geht auf die American Motors Corporation zurück, die 1971 einen Hornet „Gucci“ einführte. Lincoln bot 1976 Mark-IV-Versionen von Bill Blass, Cartier, Hubert de Givenchy und Emilio Pucci an. Die Versionen hatten jeweils eine eigenständige Lackierung und eine besondere Innenausstattung:
- Der Mark IV von Bill Blass war dunkelblau lackiert und hatte ein cremefarbenes Vinyldach sowie cremefarbene Seitenstreifen. Im Innenraum wurde blaues Velours oder blaues Echtleder verwendet. Der Aufpreis für die Bill-Blass-Version betrug 1500 $ (Leder) bzw. 2000 $ (Velours).

- Cartier gestaltete den Mark IV „sehr konservativ“[6] außen wie innen in Taubengrau. Hinzu kamen an den Wagenflanken rot-weiße Akzentstreifen aus Vinyl. Der Aufpreis für die Cartier-Version entsprach dem der Bill-Blass-Variante.

- Die Givenchy-Version des Mark IV war türkis lackiert und trug ein weißes Vinyldach. Die Innenausstattung war ebenfalls in Türkis gehalten. Das Holz des Armaturenbretts wich von der Standardausführung ab: Anstelle der Walnussholztäfelung wurde helles Eschenholz verwendet. Der Aufpreis für die Givenchy-Version betrug 1500 Dollar (Leder- oder Veloursausstattung).

- Emilio Puccis Mark-IV-Version war dunkelrot lackiert und war mit einem silberfarbenen Vinyldach verbunden. Der Aufpreis entsprach dem der Bill-Blass-Variante.

## Verbreitung
Der Continental Mark IV erreichte größere Verkaufszahlen als der Continental Mark III. Er war in den Jahren 1972 bis 1976 Lincolns erfolgreichstes Einzelmodell; in einigen Jahren wurden teilweise doppelt so viele Mark IV verkauft wie Lincoln Continentals. Der Mark IV schlug außerdem den schwerfälligen Cadillac Eldorado, der in der gleichen Marktnische angesiedelt war.
Die Produktion des Mark IV verteilte sich über die Modelljahre 1972 bis 1976 wie folgt (Zum Vergleich daneben die Produktionszahlen des Cadillac Eldorado Coupé und Convertible):
| Modelljahr | Continental Mark IV | Cadillac Eldorado |
| ---------- | ------------------- | ----------------- |
| 1972       | 48.591              | 40.074            |
| 1973       | 69.437              | 51.451            |
| 1974       | 57.316              | 40.412            |
| 1975       | 47.145              | 44.752            |
| 1976       | 56.110              | 49.184            |

## Technische Daten
| Motor:                               | Achtzylinder V-Motor (Viertakt)        |                            |                            |
| Hubraum:                             | 7536 cm³                               |                            |                            |
| Bohrung × Hub:                       | 110,74 × 97,79 mm                      |                            |                            |
| Leistung                             | 194 bis 212 PS                         |                            |                            |
| Verdichtung:                         | 9,5 :1                                 |                            |                            |
| Gemischaufbereitung:                 | 1 Doppel-Registervergaser (Motorcraft) |                            |                            |
| Kühlung:                             | Wasserkühlung                          |                            |                            |
| Getriebe:                            | Dreigangautomatik                      |                            |                            |
| Radaufhängung vorn:                  | Querlenker Schraubenfedern             |                            |                            |
| Radaufhängung hinten:                | Starrachse Schraubenfedern             | Starrachse Schraubenfedern | Starrachse Schraubenfedern |
| Bremsen:                             | vorne und hinten Scheibenbremsen       |                            |                            |
| Karosserie:                          | Stahlkarosserie auf Leiterrahmen       |                            |                            |
| Radstand:                            | 3060 mm                                |                            |                            |
| Abmessungen (Länge × Breite × Höhe): | 5795 × 2025 × 1350 mm                  |                            |                            |
| Leergewicht:                         | 2630 kg                                | 2630 kg                    | 2630 kg                    |
| Höchstgeschwindigkeit:               | 190 km/h                               | 190 km/h                   | 190 km/h                   |